# Almir Júnior
Almir Cunha dos Santos (Matupá, 4 de setembro de 1993), mais conhecido como Almir Júnior, é um atleta brasileiro que compete no salto triplo e no salto em distância. Almir foi medalhista de prata no salto triplo no Campeonato Mundial Indoor da IAAF em 2018. Representou o Brasil nos Jogos Olímpicos de 2020 e 2024.

## Carreira
Nascido em Matupá, na região central do estado de Mato Grosso, ele começou a praticar atletismo desde muito jovem, com foco inicial no salto em altura. Mudou-se para Porto Alegre e teve seu primeiro sucesso no Campeonato Sul-Americano Juvenil de Atletismo 2010, onde conquistou a medalha de ouro. Ele tentou o salto em distância, percorrendo 7,26m. Em 2011 e competindo na qualificação no Campeonato Mundial Júnior de 2012, mas permaneceu focado no salto em altura até 2014 - uma temporada na qual ele definiu um recorde pessoal de 2,18m.
Depois de pouco progresso no salto em altura nas temporadas de 2014 e 2015, ele voltou ao salto em distância em 2017 e saiu com uma melhor melhorada de 7,96 m e um quinto lugar no Campeonatos da América do Sul. No entanto, foi o salto triplo em que ele se mostrou mais promissor naquele ano, estabelecendo uma melhor marca de 16,86m em sua cidade natal, Porto Alegre.

### 2017–20
Almir indicou-se como um saltador de elite na temporada de 2018, começando com um salto de 17,06m em um encontro americano em Kent, Ohio. Almir Júnior apoiou isso com uma performance no Madrid Indoor Meeting de alto nível em fevereiro, vencendo com uma marca de liderança mundial de 17,35m , à frente do ex-campeão mundial e olímpico Nelson Évora.
No Campeonato Mundial de Atletismo em Pista Coberta de 2018, participando pela primeira vez em Mundiais, aos 24 anos de idade, obteve um grande resultado  ao obter a medalha de prata no salto triplo com a marca de 17,41 m, a apenas dois centímetros do ouro, visto que o americano Will Claye saltou 17,43 m, vencendo a prova.
Ainda em 2018, participando do Meeting de Guadalupe, obteve a expressiva marca de 17m53 no salto triplo, colocando-o como o terceiro melhor triplista da história do atletismo brasileiro, atrás apenas de Jadel Gregório (17,90 m) e João do Pulo (17,89 m).
Após 2018, teve uma série de lesões. Chegou a obter uma marca de 17,46 m em fevereiro de 2019, mas nos Jogos Pan-Americanos de 2019, terminou somente em quarto lugar, com uma marca de 16,70 m.

### Jogos Olímpicos de 2020
Ele esteve nos Jogos Olímpicos de Verão de 2020, mas não passou das eliminatórias com um salto de 16,27 m.

### 2022–24
Somente em 2022 voltou a competir em alto nível, chegando à final do salto triplo no Mundial de Atletismo de 2022, terminando na sétima colocação.
Em julho de 2023, no Campeonato Sul-Americano de Atletismo de 2023, classificou-se para o Mundial de 2023 e para os Jogos Olímpicos de 2024 no salto triplo, ao saltar 17,24 m.
Nos Jogos Pan-Americanos de 2023 realizados em Santiago, Chile, ele obteve uma medalha de prata no salto triplo.
No Campeonato Ibero-Americano de Atletismo de 2024, realizado em Cuiabá, bateu o recorde da competição e confirmou o índice olímpico para disputar o salto triplo em Paris, saltando 17,31 m.

### Jogos Olímpicos de 2024
Nos Jogos Olímpicos de 2024, em Paris, obteve uma marca de 17,06 m nas qualificatórias, se classificando em quinto lugar para a final. Não fez uma boa prova na final e terminou em 11.º lugar com um salto de 16,41 m.

### 2024-2028
No Campeonato Mundial de Atletismo em Pista Coberta de 2025, ele obteve a medalha de bronze no salto triplo com uma marca de 17,22m, mas foi desclassificado devido à uma regra sobre o calçado usado durante a competição. 